# Polch
Polch é uma cidade da Alemanha localizado no distrito de Mayen-Koblenz, estado da Renânia-Palatinado.
É membro e sede do Verbandsgemeinde de Maifeld.